# 生化危机：惩罚
《生化危机：惩罚》（英語：Resident Evil: Retribution）是2012年上映的一部美国動作恐怖片，改編自遊戲《惡靈古堡5》，這是《惡靈古堡》系列電影的第五部作品，也是《惡靈古堡4：陰陽界》的續集，仍由蜜拉·喬娃維琪領銜主演。編劇及導演由保罗·W·S·安德森擔任，並採用3D形式發行。电影獲世界各地收入2.4億美元。續集《惡靈古堡：最終章》定於在2016年12月在日本搶先上映，2017年1月在美國上映。

## 剧情
接續前作片尾的劇情，被保護傘公司所操控的吉兒·范倫廷帶領公司所有的特種部隊進攻了艾莉絲等人所在的「阿卡迪亞號」醫療船，並殺死了船上大部分的倖存者，艾莉絲雖全力反抗，卻遭一架墜毀的直升機撞擊船身後墜落大海......。
一早，有著艾莉絲樣貌的家庭主婦醒來，她和擁有卡洛斯·奧利維拉樣貌的丈夫，以及女兒貝琪一同過著平靜美滿的家庭生活。猝不及防地，一群馬吉尼突然襲入他們家並撲咬感染了卡洛斯，艾莉絲則和貝琪奮力逃離家中。在街上她們遇到另一位有著蕾恩樣貌的駕駛，她讓艾莉絲和貝琪上車以逃離馬吉尼的威脅，但不久後三人便遭遇車禍導致車身翻覆。駕駛隨之陷入昏迷，艾莉絲只好帶著貝琪進入一棟屋子躲藏，艾莉絲確認將貝琪藏至衣櫃後，便打算與屋內的馬吉尼拼命一搏，最後卻遭變被感染的卡洛斯攻擊致死。
艾莉絲本尊醒來後，發現自己身處保護傘公司的919號牢房內(一個八角柱體的白色空間)，在視線上方幾尺處審問她的人，則是心智已被控制的吉兒。吉兒一貫機械式地重複詢問她為何背叛公司及為誰效力，當艾莉絲問及克里斯、克蕾兒及船上人的下落時，即遭到高頻音的懲罰。不久後，基地主電腦及安全系統遭人入侵停擺，艾莉絲則趁此機會換上牢壁彈出抽屜內的裝備並逃離牢房。當她逃出長廊後，發現自己竟來到了東京澀谷的街頭。為了追捕艾莉絲，吉兒出動保安部隊追緝，而安全系統則啟動了東京的模擬程式。一時，街上突然湧現許多市民，其中亦包括日本的0號感染者。模擬程式下的感染者開始追殺艾莉絲，數量之多使艾莉絲逃進眼前開啟的另一道長廊，並與感染者在長廊內進行搏鬥。當更多的感染者蜂擁而至時，長廊另一頭的大門突地敞開，艾莉絲別無選擇地衝進去。豈料，原本漆黑一片的房間，地板赫然亮起保護傘公司標誌，並隨著「歡迎來到保護傘公司中央控制室」的語音響起，自地板升起了淌滿血跡的控制台和殞命的控制人員。
艾莉絲在控制室裏取得了更多的武器，並與前保護傘公司特工艾達·王碰面，倖存的亞伯·威斯卡也通過螢幕告訴了艾莉絲他需要她。威斯克向艾莉絲說明此基地是保護傘公司位于西伯利亞分部的巨大試驗場，保護傘公司在冰層底下打造了數座擬真的城市場景，並在其中置入大量複製人，用以模擬T病毒疫情爆發時各城市的情況，藉以銷售各國生化武器。基地設施和保安部隊(包括吉兒)也由當初控制「大本營」的人工智能「紅后」所控制。威斯克派了以里昂·S·甘乃迪為首的救援部隊(成員包括在洛杉磯倖存的盧瑟·韋斯特)由地面通風口進入基地，該部隊除了接應艾莉絲並清除基地內障礙外，另一方面，也設置了定時炸彈於兩小時後引爆摧毀基地。
艾莉絲與艾達逃出控制室後來到紐約試驗場，隨即遭遇到兩體曾在洛杉磯出現的馬吉尼變種「巨斧神」攻擊，但兩人成功逃離。而里昂的部隊來到莫斯科試驗場後，卻遭到「紅后」派出的蘇聯馬吉尼軍團的大量攻擊。
艾莉絲與艾達途經郊區試驗場時，在屋內發現了死去的複製體艾莉絲(家庭主婦)。艾達此時向艾莉絲說明：由於每場模擬試驗皆會死去數百人，所以保護傘公司利用由已死的艾薩克所研發的人體DNA培育複製體，以滿足試驗場的模擬人數。同時，為了令複製體做出人類的正確情緒反應，也會對複製體植入基本記憶，讓複製體時而扮演平民，時而扮演效忠保護傘公司的士兵。這時，躲在屋內的貝琪將艾莉絲誤認為自己模擬情境中死去的母親，艾莉絲知情後則不發一語地抱住了她。
當艾莉絲等人做好出門準備時，卻在門口遭遇吉兒的部隊(包括複製體卡洛斯、複製體蕾恩及曾在大本營裏被削成碎片的複製體詹姆斯)，艾達爲了掩護艾莉絲與貝琪逃離而被捕獲。隨後，艾莉絲與貝琪在莫斯科試驗場的地鐵站遇到曾營救過複製體艾莉絲（家庭主婦）與貝琪逃離的複製體蕾恩(駕駛)，艾莉絲為了營救里昂的部隊便將貝琪暫時託付給她。片刻後，里昂的部隊被困在莫斯科試驗場並遭到變種生物「舔食者」攻擊，但在艾莉絲的幫助下逃到地鐵站。與貝琪會合後，眾人穿越試驗場地底來到出口電梯，但貝琪卻被追上來的「舔食者」抓走，複製體蕾恩(駕駛)則被它重擊身亡。艾莉絲決定救回貝琪，里昂等人則留下對付接踵而來的保安部隊，而後巴瑞爲了掩護其他隊員離開而獨自殿後，最終因保安部隊以被挾持的艾達要脅而遭擊斃。
艾莉絲將貝琪救出後來到基地的複製體倉儲，貝琪在看到包含艾莉絲樣貌在內的許多複製體後充滿困惑，並詢問眼前的艾莉絲是否為自己的母親，艾莉絲在回答:「現在是」後，兩人便利用艾達的繩索槍逃出。此時，炸彈成功炸毀基地所有的試驗場，卡洛斯及其部隊全遭海水吞噬，但吉兒和複製體蕾恩察覺異狀後，便帶著艾達逃離。里昂與盧瑟在炸彈引爆時順利啓動出口電梯，並在半路與艾莉絲和貝琪會合，隨後一同駕駛雪地車遠離基地。
眾人駛經結冰的海面時，被利用潛水艇逃離的吉兒，複製體蕾恩及被挾持的艾達追上。吉兒命令複製體蕾恩向自己身體施打普拉卡寄生蟲（遊戲版《惡靈古堡4》中出現的光明教團使用的寄生蟲）變成不死之身，並與里昂和盧瑟進行戰鬥；自己則和艾莉絲展開戰鬥。經與吉兒一番纏鬥後，艾莉絲不堪負荷倒地，此時「紅后」命令吉兒殲滅艾莉絲。就在艾莉絲遭吉兒掐頸雙腳離地，將被捲入身後高速轉動的雪地車履帶之際，她及時扯下吉兒胸前的蜘蛛型心智控制機械，令吉兒不支倒地，並隨即拾起槍機擊碎了機械蜘蛛使其失去運作。
另一邊，複製體蕾恩的一擊造成盧瑟骨折及心臟停搏後死亡，里昂亦被打成重傷暫時昏迷。複製體蕾恩仗其不死之身面對艾莉絲顯得有恃無恐，吉兒在恢復意識後將槍扔給艾莉絲，艾莉絲則用槍擊穿了複製體蕾恩腳下的冰層使其墜入海裏，後遭冰層下的感染者拖入深海之中。里昂清醒後救了昏迷的艾達，但艾莉絲此時卻因重傷陷入昏迷。
當艾莉絲再度醒來時，發現自己身處一架直升機上。貝琪、里昂、艾達及恢復神智的吉兒坐在自己身邊，直升機的目的地是美國華府白宮。隨後，艾莉絲在橢圓辦公室見到威斯克，但威斯克卻再度將T病毒打入艾莉絲的體內，並說明他現在需要以前的她。因為「紅后」決定殺死地球上所有的生物，並向她展示了被複製人、病毒與感染者肆虐的世界！此時在白宮圍牆之外，世界已然陷入一片火海......。

## 演员表
| 演員                                 | 角色                                   | TVB粵語配音 | 備註 |
| 蜜拉·喬娃維琪 Milla Jovovich         | 艾莉絲 Alice／Janus Prospero           | 鄭麗麗      | 本片主角。前任保護傘公司蜂巢保全主管，艾莉絲計劃的關鍵人物，在《惡靈古堡3：大滅絕》擁有了特殊的超能力，《惡靈古堡4：陰陽界》被威斯克“回收”是唯一和T病毒完美融合、打不死的性格女子。                     |
| 蜜雪兒·羅德里奎茲 Michelle Rodriguez | 蕾恩·歐坎波 Rain Ocampo                | 謝潔貞      | 保護傘公司特種部隊成員，個性很壞，因注射控制僵屍的寄生蟲而讓她變成不死之身；在保護傘模生存模擬試驗中的倖存者市民，性格很溫和，不太怎麼會使用槍。《惡靈古堡1》中因遭受感染而死亡。                       |
| 艾琳娜·恩金尼爾 Aryana Engineer      | 貝琪 Becky                             | 羅孔柔      | 保護傘模生存模擬試驗中，她是卡洛斯和艾莉絲的小女兒。 |
| 李冰冰 Li Bing Bing                  | 艾達·王 Ada Wong （配音：莎莉·卡希爾） | 梁少霞      | 保護傘公司特種幹員，威斯卡手下的菁英中的菁英密探。本集艾莉絲的新盟友，與里昂有曖昧關係。 |
| 約翰·厄柏 Johann Urb                 | 里昂·史考特·甘迺迪 Leon S. Kennedy     | 陳廷軒      | 二代浣熊市事件的倖存者之一，解救艾莉絲和艾達的威斯卡特種突擊救援隊隊長。艾莉絲的新盟友，與艾達有曖昧關係。                                                                                              |
| 凱文·杜蘭 Kevin Durand               | 貝瑞·波頓 Barry Burton                 | 朱子聰      | 倖存者，威斯卡特種突擊救援隊成員之一，負責電子通訊。 |
| 布利斯·高祖 Boris Kodjoe             | 路瑟·威斯特 Luther West                | 葉振聲      | 洛杉磯倖存者，威斯卡特種突擊救援隊成員之一。《惡靈古堡4：陰陽界》艾麗絲的盟友 |
| 席安娜·蓋羅莉 Sienna Guillory        | 吉兒·范倫婷 Jill Valentine             | 陸惠玲      | 浣熊市事件的倖存者之一，前S.T.A.R.S成員，《惡靈古堡2：啟示錄》后，已被保護傘公司智慧操控，現為新保全主任。                                                                                              |
| 科林·薩爾蒙 Colin Salmon             | 詹姆士·薛德 James "One" Shade          | 李錦綸      | 曾在大本營被削成碎塊的保護傘公司特種部隊的衝鋒隊長，代號One。《惡靈古堡1》中被雷射走廊分尸。 |
| 歐迪·費爾 Oded Fehr                  | 卡洛斯·奧利維拉 Carlos Olivera         | 陳欣        | 前任保護傘公司護衛隊隊長，浣熊市事件的倖存者之一，在《惡靈古堡3：大滅絕》中死亡。在保護傘模生存模擬試驗中變成複製人，成為保護傘公司特種部隊的衝鋒副隊長。曾和複製人艾莉絲結婚生子，貝琪是他們的結晶品。 |
| 孝恩·羅伯茲 Shawn Roberts            | 亞伯·威斯卡 Albert Wesker              | 招世亮      | 保護傘公司行政主席，東京總部負責人，也是指揮各國保護傘公司的總指揮官兼任各國保護傘公司護衛隊的最高總指揮，【人類生存最後防線】總負責人。《惡靈古堡4：陰陽界》被艾莉絲等人殺死，但因為T病毒使他再生。    |
| 中島美嘉 Nakashima Mika              | 日本女孩 J-Pop Girl                    |             | 日本的第零號病人，首位T病毒感染者。 |
| 傑森·艾薩克 Jason Isaacs             | 威廉·柏金博士 Dr. William Birkin       |             | 為聲音演出。 |

## 花絮

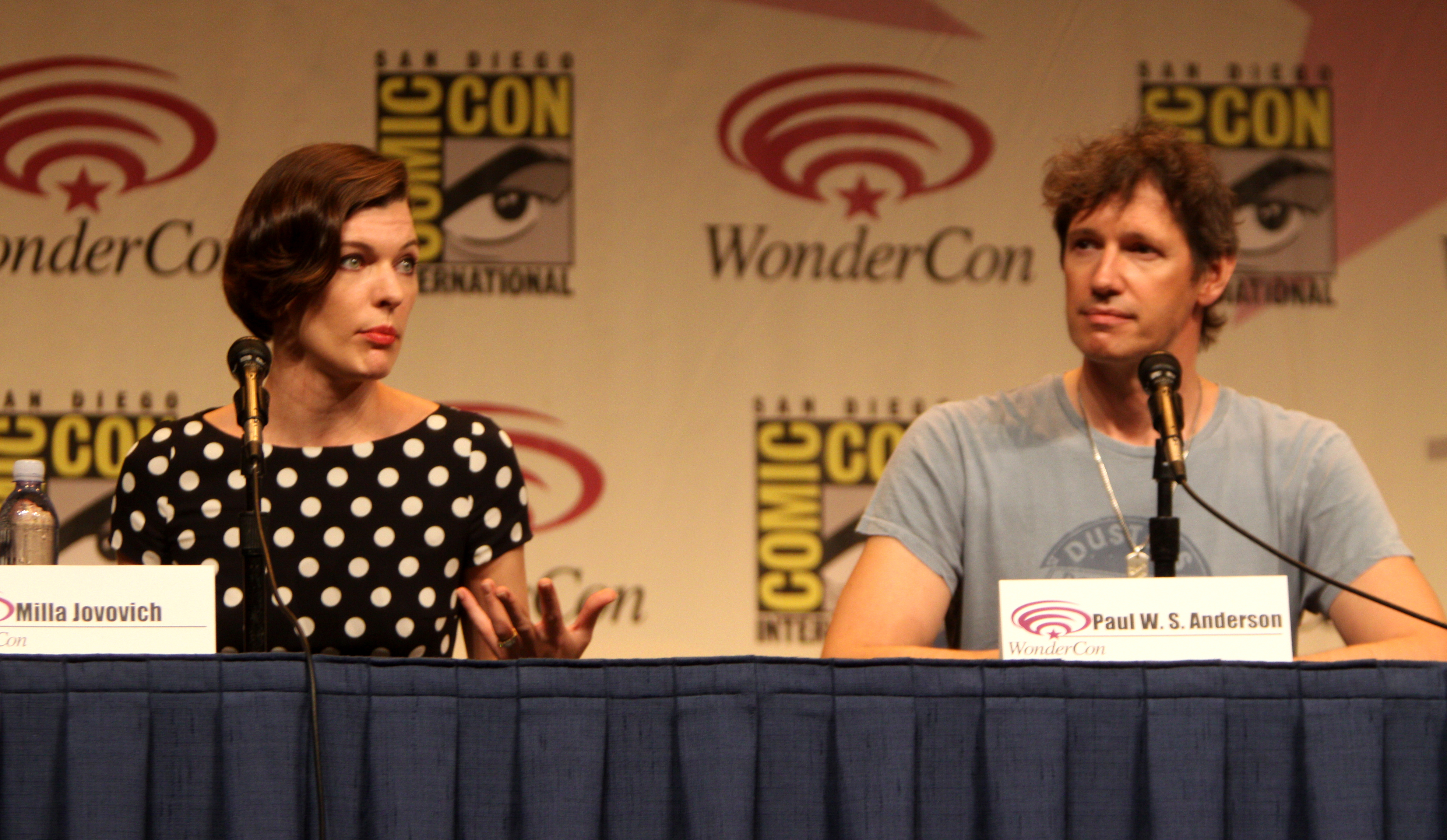
蜜拉·喬娃維琪和保羅·安德森 出席电影新闻发布会。

在加拿大多伦多拍摄的第二天（2011年10月11日），一个拍摄平台发生坍塌，造成16人受伤，10人被送往医院紧急治疗。由于救援人员无法分清真实的受伤演员和穿着印有假血僵尸服装的演员，救援过程造成了一定的阻碍。
本片在日本宣传时，由于钓鱼台争议，李冰冰拒绝前往日本参加该片首映礼，并遭到日本媒体抨击。

## 评价
媒体综评39分，烂番茄新鲜度30%，12人支持，22人反对。代表性评价：“贯穿全篇的CG场景和动画建模，让本片前所未有地类似于电子游戏”，“和前几作保持一贯水准：无脑、帅酷、血浆，还有簡陋的化妆”，“如同前幾作的公式化，喬娃維琪一如既往地被各种怪物包围，然后喬娃維琪一如既往地国士无双横扫千军，最后喬娃維琪一如既往地陷入更大的阴谋”。

## 票房
北美方面，首周末收获2110万美元，名列第一位。这在“惡靈古堡”系列中位列倒数第二，低于《生化危機4：陰陽界》的2670万美金、《生化危机3》的2370万美金、《生化危机2》的2300万美金，只比2002年的第一部（1770万美元）高。
台灣方面，最終全台票房為新台幣2.03億元。
| 上一届： 《聚魔櫃》   | 美国2012年美國週末票房冠軍 · 第37周    | 下一届： 《警戒结束》      |
| 上一届： 《羅馬浴場》 | 臺灣2012年台北週末票房冠軍 · 第37-38周 | 下一届： 《太極1從零開始》 |